# Friends Don’t Lie
Friends Don’t Lie ist eine dreiköpfige, englisch- und deutschsprachige Pop-Punk Band aus Frankfurt am Main, Deutschland.

## Geschichte
Die Band wurde im November 2020 von Sänger Markus Ziesch und Schlagzeuger Jens-Ole Emser während der Pandemie als Zeitvertreib gegründet. Langjähriger Freund und Gitarrist ehemaliger gemeinsamer Musikprojekte Stefan Suchoroschenko wurde kurz darauf als Bassist dazu geholt. Die Band spielt eine Mischung aus Pop-Punk, Punk-Rock und Emo. Bis zur Veröffentlichung ihrer EP Year Zero. im November 2021 wurden einzelne Singles in Eigenproduktion veröffentlicht und lediglich online geteilt.
Ohne einen einzigen Live-Auftritt bewarb sich das Trio Anfang 2022 beim Warsteiner Bandcontest der Warsteiner Brauerei. Nach der Vorauswahl und einem Online-Voting der verbleibenden 20 Bands zog das Trio ins Finale ein, welches am 5. Mai im Festsaal Kreuzberg in Berlin stattfand. Der komplette Contest wurde von TV Now begleitet und online gestellt.  Vor einer Jury (u. a. MC Fitti und Eric Landmann, Entdecker und langjähriger Manager der Beatsteaks) setzten sich Friends Don’t Lie letztlich mit ihrem allerersten Auftritt gegen 4 andere Bands durch und gewannen damit einen Auftritt bei Deutschlands größtem Zwillingsfestival Rock am Ring und Rock im Park. Die Auftritte wurden unter anderem von RTL, SWR und Sat 1 begleitet und bereicherten der Band größere mediale Aufmerksamkeit. Der Auftritt bei Rock am Ring wurde zusätzlich komplett gefilmt und online gestellt. Vor allem aber der Auftritt bei Rock im Park erzielte mit 6000 Besuchern trotz der frühen Uhrzeit in der Arena eine erstaunlich hohe Resonanz.
Nur kurz darauf entschied die Band auch den Let the Players Play Contest in der Kategorie Rock und Metal für sich, bei dem sich ursprünglich über 2800 Künstler beworben hatten. Das Live Finale fand am 18. Mai 2023 in Köln statt. In der Jury saß unter anderem auch David Friedrich, Schlagzeug von Electric Callboy. Als Sieger des Contents sicherten sie sich einen Platz auf dem Reload Festival in Sulingen.
Am 18. August 2023 erschien die zweite EP „Was lange währt, wird auch nicht gut“. Den Wechsel zur deutschsprachigen Musik begründet Sänger Markus Ziesch damit, dass er anfangs nicht genug Selbstvertrauen hatte, Texte auf Deutsch zu schreiben, da sie oft zu persönlich oder kitschig wirken. Der Titel der EP bezieht sich auf den Entstehungsprozess. Die komplette EP wurde innerhalb von zwei Monaten geschrieben, produziert und gemischt. Die Band wollte sich nicht in Details verlieren und den Moment musikalisch festhalten.
Im Laufe des Sommers 2023 spielte die Band auf weiteren Festivals wie dem Lollapalooza Festival für die DB Cargo in Berlin und dem Reeperbahnfestival.
In Songs wie „Halt Dein Maul“, „Love & Solidarity“ oder „All Caught Up“ positioniert sich die Band aktiv gegen Rassismus und Mobbing.

## Stil
Die Band spielt eine Mischung aus Pop-Punk, Punk-Rock und Emo. Allerdings bedienen sie sich auch anderer Genres. Die Gesangsparts sind teilweise sehr schnell und nähern sich dem Rap. Auch klassische Breakdowns sind zu hören. Die Band versucht laut eigenen Aussagen im Kern dem Pop-Punk treu zu bleiben und sich drumherum auszutoben. Sie nennen ihren Stil dabei “Finest Pop, Modern Punk”. Die Texte sind auf Englisch und auf Deutsch, teils persönlich, teils allgemein und gesellschaftskritisch. Es geht um Themen wie Mobbing, Rassismus, Unterdrückung, aber auch Freundschaft und Selbstliebe.

## Diskografie

### EP´s
- Year Zero. (2022)
- Was lange währt, wird auch nicht gut. (2023)
- Was lange wärt, wird auch nicht gut. (Teil 2)

### Singles
- No Pressure (2021)
- All Caught Up (2021)
- Secret Place (2022)
- Right There (2022)
- Friends Don’t Lie (2022)
- Love & Solidarity (2022)
- Your Party (2022)
- Du trägst keine Liebe in dir (2023)
- Alles Leicht (2023)
- Halt Dein Maul! (2023)
- Gedankenspiel (2023)
- Bleib doch noch (2024)
- Wenn das dann alles war (2024)
- Gegn Euch (2024)
- Anzufangen Aufzugeben (2025)
- Wir waren das nicht (2025)
- Was ich eigentlich nur sagen wollte (2025)

### Musikvideos
- No Pressure (2021)
- All Caught Up (2021)
- Secret Place (2022)
- Right There (2022)
- Friends Don’t Lie (2022)
- Love & Solidarity (2022)
- Your Party (2022)
- Du trägst keine Liebe in dir (2023)
- Alles Leicht (2023)
- Halt Dein Maul! (2023)
- Gedankenspiel (2023)
- Wenn das dann alles war (2024)
- Anzufangen Aufzugeben (2025)
- Wir waren das nicht (2025)